# جیمز رید (ورزشکار)
جیمز رید (انگلیسی: James Reid; ۸ مارس ۱۸۷۵ – ۱۹ مارس ۱۹۵۷) ورزشکار ورزش تیراندازی اهل بریتانیا بود.
وی در مسابقات کشوری و بین‌المللی در مجموع برندهٔ ۱ مدال نقره شده‌است.